# 神岡政夫
神岡 政夫（かみおか まさお、1957年12月23日 - ）は、日本のラリードライバー。富山県南砺市（旧井波町）出身。

## 経歴
18歳で免許を取得し、近所の山を走り込みドライビングテクニックを磨く。当時走っていた場所の中では、井波町にある不動滝近くの橋の後に続く右カーブがお気に入りとのこと。19歳で国内ラリーに参戦を開始し、翌年には山梨県で開催されたウィンターラリーで優勝。これをきっかけにラリーの世界で戦うことを決める。
1980年に全日本ラリー選手権に参戦開始し、優勝する。1982年に三菱・ランサーEXで史上最年少でのチャンピオンを獲得（この時2４歳。この記録は未だに破られていない）。その後1985年に日産・フェアレディZで、1993年にスバル・インプレッサでそれぞれチャンピオンを獲得した。
翌1994年からは海外ラリーに活躍の場を移し、特に1995年のRACラリーでは総合9位(Nクラス2位)に入る大活躍を見せた。さらに翌1996年RACラリーでは（WRCではなくFIA 2リッターカップとしての開催で、他にアルミン・シュヴァルツしか4WDターボ勢がいないという状況ではあったが）総合2位に輝き、日本人として初めて同大会の表彰台に立った。
1997年にはWRCのラリー・ド・ポルトガルで6位入賞を果たしている。
その後は全日本ラリーのチーム監督を務め、現在はモータースポーツショップ「PROjECT K」を富山県高岡市で経営し、同店を拠点としてJAF準加盟クラブであるチームプロジェクトKを運営している（現在チームプロジェクトKでは新規クラブ員募集中、）。

## エピソード
- 雪の多い富山県出身であることから、ウィンターラリーで強さを発揮している[4]。
- 「神岡ターン」という、高速でコーナーに進入し車をスライドさせ、スピン寸前でギアをバックギアに入れて挙動を安定させ、速度を維持したままコーナーを抜けるという独自のテクニックを編み出したと言われる。ただしこれは神岡をモデルにした漫画「ガッデム」で、話を盛り上げる為に作者が生み出したものであり、実際に本人が行ったかどうかは真偽不明である。
- 近所の山で練習していた当時、一番怖かったのは走行中にパンクしたことだという。修理している時に熊が出てこないかと心配だったそうで、「タイヤ交換がめちゃくちゃ速くなった」とのこと。